# Bellaffaire
Bellaffaire – miejscowość i gmina we Francji, w regionie Prowansja-Alpy-Lazurowe Wybrzeże, w departamencie Alpy Górnej Prowansji.

## Demografia
Według danych na rok 1999 gminę zamieszkiwały 142 osoby, a gęstość zaludnienia wynosiła 10 osób/km². W styczniu 2015 r. Bellaffaire zamieszkiwało 155 osób, przy gęstości zaludnienia wynoszącej 11,8 osób/km².